# Ludwig Iselin
Ludwig Iselin (ur. 2 lipca 1559 w Bazylei, zm. 20 grudnia 1612 tamże) – bazylejski uczony.

## Życie
Był synem Johanna Ulricha Iselina i Faustiny Amerbach. Ojciec zmarł w czasie zarazy w 1564, młody Ludwig wychowywał się więc u wuja, Basiliusa Amerbacha (młodszego). 
Studiował w Genewie u sławnego teologa kalwinistycznego Teodora Bezy (1581), następnie w Bourges u Jacobusa Cujaciusa (1582) i w Padwie (1586). W czasie studiów w Padwie zwiedzał Włochy – Florencję, Rzym i Wenecję. 
Po studiach we Włoszech powrócił do Bazylei, gdzie w 1589 uzyskał tytuł doktora obojga praw i został syndykiem miejskim (Stadtsyndikus). W 1610 uzyskał tytuł profesora prawa rzymskiego. W latach 1597–1598 i 1607-1608 był rektorem Uniwersytetu Bazylejskiego.
Poślubił Annę Ryhiner, córkę Emanuela Ryhinera. Miał siedmioro dzieci, sześcioro z nich zmarło w czasie zarazy w latach 1610-1611. Sam zmarł w młodym wieku niedługo później, 2 grudnia 1612.

## Dziedzictwo
Ludwig Iselin jest autorem wielu dzieł, w tym pamiętników. Większość z nich nie została jednak do dziś wydana.
Wuj Basilius był ostatnim przedstawicielem bazylejskiego rodu Amerbachów w linii męskiej, siosrzeniec kontynuował jednak tradycje rodziny. W 1591 odziedziczył po swoim wuju zbiory sztuki rodu Amerbachów (tzw. Amerbach-Kabinett), obejmujące m.in. dzieła Holbeina, oraz rozległe rodzinne archiwa. W 1662 zbiory te zostały przekazane Uniwersytetowi i stały się dostępne publicznie dając początek Muzeum Sztuki w Bazylei. 